# Wilhelm III. (Hessen)
Wilhelm III., „der Jüngere“, Landgraf von Hessen (* 8. September 1471; † 17. Februar 1500 bei Rauschenberg), regierte über die Teil-Landgrafschaft Oberhessen, mit Residenz in Marburg.
Wilhelm war der dritte Sohn des in Oberhessen regierenden Landgrafen Heinrich III. von Hessen und dessen Frau Anna, geb. von Katzenelnbogen. Da der Erstgeborene, Friedrich, schon als Kleinkind und der zweite Sohn, Ludwig (III.), bereits als 17-Jähriger im Jahre 1478 gestorben war, war Wilhelm beim Tode seines Vaters im Jahre 1483 Thronfolger. Er war noch unmündig und hatte daher bis 1489 seinen Onkel Hermann, Erzbischof und Kurfürst von Köln, zum Vormund und den Hofmeister Hans von Dörnberg als dessen Statthalter zum eigentlichen Regenten der Landgrafschaft.
Mit den reichen Einkünften des Landes konnte Wilhelm im Jahre 1492 die halbe Herrschaft Eppstein (unter anderem das sog. Ländchen) und 1493 einen Teil Klingenbergs erwerben.
Im Jahre 1498 heiratete er Elisabeth, die Tochter Philipps von der Pfalz; die Ehe blieb kinderlos.
Wilhelm starb früh, nach einem Sturz vom Pferd beim Jagen in der Nähe von Rauschenberg, und hinterließ keine legitimen Nachkommen. Seine Besitzungen fielen an seinen Vetter Wilhelm II., der damit die gesamte Landgrafschaft Hessen wieder in einer Hand vereinigen konnte.